# 디스커버 카드
디스커버 카드(Discover Card)는 미국의 신용카드 회사이다. 본사는 일리노이주 시카고 북쪽 밀워키 방향의 리버우즈에 있다.
1985년 시카고 소재 유통업체인 시어스에서 처음 선보인 것이 시초로, 2012년 현재 미국에서 4번째로 큰 규모를 자랑하고 있다. 2008년에는 해외 결제망 확대를 위해 시티그룹에서 다이너스 클럽을 1억 6,500만 달러에 인수했다.
ATM망으로는 펄스(Pulse)가 있다.
대한민국에는 직접 진출하지 않았지만, 2011년 비씨카드와의 제휴를 통해 비씨 글로벌이 런칭되면서 회사가 알려졌다. 디스커버와 다이너스 클럽은 계열 관계일 뿐 서로 다른 카드 브랜드지만, 비씨 글로벌 카드 뒷면에는 디스커버와 다이너스 클럽 및 Pulse ATM망 마크가 붙어 있다.
다이너스 클럽이 기존 대한민국 라이선스 보유업체인 현대카드와의 계약 만료를 앞두고 2019년 11월 26일 리버우즈 본사에서 비씨카드와 새롭게 파트너 계약을 맺음과 동시에, 다이너스 클럽의 모기업인 디스커버가 비씨카드와 업무 제휴를 확대하기로 합의했다. 이에 따라 비씨카드는 현대카드를 이어 다이너스 클럽의 대한민국 라이선스를 취득했으며, 외국 발행 다이너스 클럽 카드 및 디스커버 카드를 대한민국에서 사용했을 때 비씨카드가 해당 카드의 전표 매입을 담당하게 된다. 다만 다이너스 클럽 신 상품은 라이선스를 취득하고 2년 9개월 후인 2022년 8월에 비씨 회원사 중 하나인 우리카드를 통해 발행이 재개됐다.